# قائمة المعالم الأثرية المصنفة في تونس
تحتوي هذه المقالة قائمة المعالم الأثرية المصنفة في تونس وهي المعالم والأماكن التاريخية المصنفة والمحمية من قبل المعهد الوطني للتراث حسب الولايات. تحتوي القائمة 937 موقع.

## مقالات ذات صلة
- المعهد الوطني للتراث
- ثقافة تونس
- تاريخ تونس

## روابط خارجية
1. ↑  القائمة الرئيسية للمعالم التاريخية والأثرية المرتبة والمحمية للبلاد التونسية على موقع المعهد الوطني للتراث نسخة محفوظة 18 مايو 2017 على موقع واي باك مشين.